# Joe Trapani
Joseph Charles Trapani, detto Joe (Madison, 1º luglio 1988), è un ex cestista statunitense naturalizzato italiano.

## Carriera
Arriva in Italia nell'estate 2011 dopo non essere stato selezionato da nessuna franchigia al Draft NBA.
Approda dapprima alla Junior Libertas Pallacanestro in Serie A ed in accordo con la società viene liberato a fine ottobre. 
Il 7 novembre firma un contratto fino al termine della stagione con la Fulgor Libertas Forlì in Legadue, andando a sostituire l'infortunato Mike Nardi.
Nel finale di stagione passa ai Maine Red Claws in NBA Development League con i quali gioca sei partite.
Finita l'esperienza negli States torna in Europa, questa volta in Germania, per giocare con il BBC Bayreuth in Bundesliga.
Dopo l'annata passata in Germania esegue una serie di workout con la franchigia NBA degli Utah Jazz ma la società decide di non ingaggiarlo per il campionato.
La successiva stagione cambia ancora paese e si trasferisce in Belgio, dove gioca per lo Spirou BC Charleroi in Ligue Ethias con i quali esordisce in Eurocup.
Nel 2014 passa al Rouen Basket in Francia, squadra fresca della promozione in Pro A.
Nell'estate del 2015 decide di cambiare ancora squadra e trasferirsi allo Cholet Basket.

## Statistiche

### NBA Development League
| Stagione        | Squadra         | Competizione    | Partite | Partite | Partite | Statistiche tiro | Statistiche tiro | Statistiche tiro | Altre statistiche | Altre statistiche | Altre statistiche | Altre statistiche | Altre statistiche |
| Stagione        | Squadra         | Competizione    | Pres.   | Titol.  | Minuti  | Tiri da 2        | Tiri da 3        | Liberi           | Rimb.             | Assist            | Rubate            | Stopp.            | Punti             |
| --------------- | --------------- | --------------- | ------- | ------- | ------- | ---------------- | ---------------- | ---------------- | ----------------- | ----------------- | ----------------- | ----------------- | ----------------- |
| 2011-2012       | Maine Red Claws | NBA D-League    | 6       | 0       | 93      | 6/17             | 2/12             | 1/2              | 22                | 2                 | 1                 | 2                 | 19                |
| Totale carriera | Totale carriera | Totale carriera | 6       | 0       | 93      | 6/17             | 2/12             | 1/2              | 22                | 2                 | 1                 | 2                 | 19                |

### Eurocup
| Stagione        | Squadra             | Competizione    | Partite | Partite | Partite | Statistiche tiro | Statistiche tiro | Statistiche tiro | Altre statistiche | Altre statistiche | Altre statistiche | Altre statistiche | Altre statistiche |
| Stagione        | Squadra             | Competizione    | Pres.   | Titol.  | Minuti  | Tiri da 2        | Tiri da 3        | Liberi           | Rimb.             | Assist            | Rubate            | Stopp.            | Punti             |
| --------------- | ------------------- | --------------- | ------- | ------- | ------- | ---------------- | ---------------- | ---------------- | ----------------- | ----------------- | ----------------- | ----------------- | ----------------- |
| 2013-2014       | Spirou BC Charleroi | Eurocup         | 7       | 3       | 172     | 25/56            | 3/16             | 26/34            | 38                | 7                 | 5                 | 1                 | 85                |
| Totale carriera | Totale carriera     | Totale carriera | 7       | 3       | 172     | 25/56            | 3/16             | 26/34            | 38                | 7                 | 5                 | 1                 | 85                |

## Palmarès
- Third Team All-Atlantic Coast Conference: 2

Boston College: 2010, 2011
- America East Conference All-Rookie Team: 1

University of Vermont: 2007